# Mauricio Hassid Michael
Mauricio Hassid Michael (Salónica, Grecia, 1905 - Barcelona 1979) fue un pintor español.

## Biografía
Su padre era cónsul de España en Salónica, motivo por el que nació allí. Poco después, se trasladaron a South Port, en Inglaterra, en donde cursó sus estudios y se inscribió en la Universidad de Liverpool para estudiar Bellas Artes por vocación.
En 1930 viajó a París, en donde se instaló hasta 1941. Allí contrajo matrimonio y entró en contacto con los círculos artísticos, musicales, pictóricos y museísticos. En 1941 viajó a Barcelona, donde residió hasta su muerte. En esta ciudad siguió pintando, formando parte del Real Círculo Artístico de Barcelona. Poco más tarde, un ataque al corazón lo alejó de sus actividades profesionales, y se dedicó a la pintura.
Un amigo, dueño de la Galería Grifé y Escoda de Barcelona, le animó a preparar cuadros para realizar una exposición y dar a conocer su obra. El 25 de noviembre de 1967 se realizó la exposición, en la que vendió la mayoría de los cuadros expuestos. Posteriormente realizó exposiciones en Palma de Mallorca, Marbella y otras ciudades, aunque siguió exponiendo regularmente en Barcelona.
También expuso en el Palacio Maricel, en Sitges, en el Hotel Don Pepe, en Marbella, en el museo del vino en Villafranca del Panadés, en Palau Dalmases con la comisión Fabra, en París en el Grand Palais y en 1969, en el Salon y en las Floralies de Vincennes.
- Datos: Q3301606